# Zhou Tianhua
Zhou Tianhua (chiń. 周天華; ur. 10 kwietnia 1966 w prowincji Jiangsu) – chińska lekkoatletka, kulomiotka.

## Kariera sportowa
Zajęła 5. miejsce w pchnięciu kulą na mistrzostwach świata w 1991 w Tokio i również 5. miejsce na igrzyskach olimpijskich w 1991 w Barcelonie.
Trzykrotnie zdobywała medale w pchnięciu kulą na uniwersjadzie: brązowy w 1989 w Duisburgu, srebrny w 1991 w Sheffield i złoty w 1993 w Sheffield.
W 1993 zwyciężyła w narodowych igrzyskach Chińskiej Republiki Ludowej. W tym samym roku została zdyskwalifikowana przez władze chińskie po wykryciu u niej środka dopingującego.

## Rekordy życiowe
- Pchnięcie kulą – 20,40 (5 września 1991, Pekin)